# Katarzyna Barańska
Katarzyna Barańska z domu Gołubiew (ur. 29 stycznia 1961 w Krakowie, zm. 6 sierpnia 2023) – antropolog kultury, muzeolog, doktor habilitowana nauk humanistycznych w dyscyplinie nauki o zarządzaniu, profesor Uniwersytetu Jagiellońskiego (UJ) na Wydziale Zarządzania i Komunikacji Społecznej (WZiKS). Żona prof. Janusza Barańskiego.

## Życiorys
Była córką Stanisława Gołubiewa (1938–1965) historyka sztuki i jego żony Zofii, wnuczką Antoniego Gołubiewa. W 1988 ukończyła etnografię na Wydziale Filozoficzno-Historycznym, w Katedrze Etnografii Słowian UJ. Pracę doktorską Muzeum Etnograficzne. Misje, struktury, strategie obroniła na Wydziale Zarządzania i Komunikacji Społecznej UJ (2004). Habilitowała się na podstawie dorobku naukowego i książki Muzeum w sieci znaczeń. Zarządzanie z perspektywy nauk humanistycznych na WZiKS UJ (2014). W latach 1995–2008 pracowała w Muzeum Etnograficznym im. Seweryna Udzieli w Krakowie, gdzie pełniła funkcję wicedyrektora ds. naukowych (2008). Od 2004 zatrudniona w Instytucie Spraw Publicznych, a następnie w Instytucie Kultury na WZiKS UJ.
Stała współpracowniczka Muzeum Zespołu Zamkowego w Niedzicy, twórczyni koncepcji i współpracowniczka Muzeum Zamkowego w Oświęcimiu. Założycielka i redaktor naczelna czasopisma naukowego „Zbiór Wiadomości do Antropologii Muzealnej” (ZWAM) (od 2012).
Członkini Rady ds. Muzeów przy Ministrze Kultury i Dziedzictwa Narodowego IV kadencji (2009–2011). W latach 2012–2016 członkini Prezydium Polskiego Komitetu Narodowego Międzynarodowej Rady Muzeów (International Council of Museums, ICOM). Członkini Rady w Muzeum Kultury Ludowej w Kolbuszowej (2019–2023), Muzeum Budownictwa Ludowego – Park Etnograficzny w Olsztynku (od 2019), a także w Orawski Park Etnograficzny w Zubrzycy Górnej (2016–2020).

## Zainteresowania badawcze
Humanistyczny wymiar zarządzania ze szczególnym zwróceniem uwagi na zarządzanie muzeami; kultura współczesna; dziedzictwo kulturowe; tworzenie relacji pomiędzy organizacją i otoczeniem.

## Pełnione funkcje
- członkini Zarządu Głównego Polskiego Towarzystwa Ludoznawczego (2019–2023)[14]
- członkini Rady Programowej Narodowego Instytutu Dziedzictwa i Kultury Wsi (od 2019)[15]
- przewodnicząca Rady Muzeum Zabawek i Zabawy w Kielcach (2020–2024)[16]

## Odznaczenia i medale
- Srebrny Krzyż Zasługi (2021)[17].
- Brązowy Medal za Długoletnią Służbę (2012)[18]
- Brązowy Medal „Zasłużony Kulturze Gloria Artis” (2020)[19]

## Wybrane publikacje
Książki
- 2004 Muzeum etnograficzne: misje, struktury, strategie. Kraków: Wydawnictwo UJ[20].
- 2013 Muzeum w sieci znaczeń: zarządzanie z perspektywy nauk humanistycznych. Kraków: Wydawnictwo Attyka[5].

Prace pod redakcją
- 2018 Folklor Rzeszowiaków – obraz przemian: według badań terenowych 2014–2016. Kolbuszowa: Wydawnictwo Muzeum Kultury Ludowej w Kolbuszowej [wraz z J. Dragan][21].
- 2020 Kaszubskie dziedzictwo kulturowe. Ochrona – trwanie – rozwój. Kraków: Wydawnictwo UJ [wraz z E. Kocój, C. Obracht-Prondzyńskim, M. Kuklikiem][22].
- 2020 Włączamy w kulturę. Szreniawa: Wydawnictwo Narodowe Muzeum Rolnictwa.

Artykuły
- 2006 Zarządzanie dla wartości, czyli o odpowiedzialności menedżerów kultury słów kilka. „Zarządzanie w Kulturze”, t. 7, s. 63–69[23].
- 2008 Zapomniana społeczność. Koncepcja aranżacji muzeum na zamku w Oświęcimiu. „Muzealnictwo”, t. 49, s. 217–226[24].
- 2010 Pożegnanie z edukacją. „Muzealnictwo”, t. 51, s. 48–54[25].
- 2011 Muzeum i jego otoczenie a tożsamość lokalna. „Rocznik Muzeum Wsi Mazowieckiej w Sierpcu”, t. 2, s. 11–19[26].
- 2013 O relacjach humanistyki i zarządzania: mezalians to czy szczęśliwy związek? „Problemy Zarządzania”, nr 4, s. 33–44[27].
- 2015 Muzeum w Koszycach – przyczynek do kulturografii. „Zarządzanie w kulturze”, t. 8, s. 82–89[28].
- 2016 „Na szlaku. Muzea a turystyka”, notatki do dyskusji w czasie seminarium w Pieniężnie, czerwiec 2015. „Zbiór Wiadomości do Antropologii Muzealnej”, nr 3, s. 85–92[29].
- 2016 Rom w muzeum: o możliwości przełamywania uprzedzeń. „Rocznik Muzeum Wsi Mazowieckiej w Sierpcu”, t. 7, s. 26–33[30].
- 2018 Muzea i samorządy. Uwagi o potrzebie wzajemności. „Zbiór Wiadomości do Antropologii Muzealnej”, nr 5, s. 227–236[31].
- 2018 Tabu i muzeum. Uwagi wprowadzające. „Rocznik Muzeum Wsi Mazowieckiej w Sierpcu”, t. 9, s. 7–20[32].